# Blaringhem

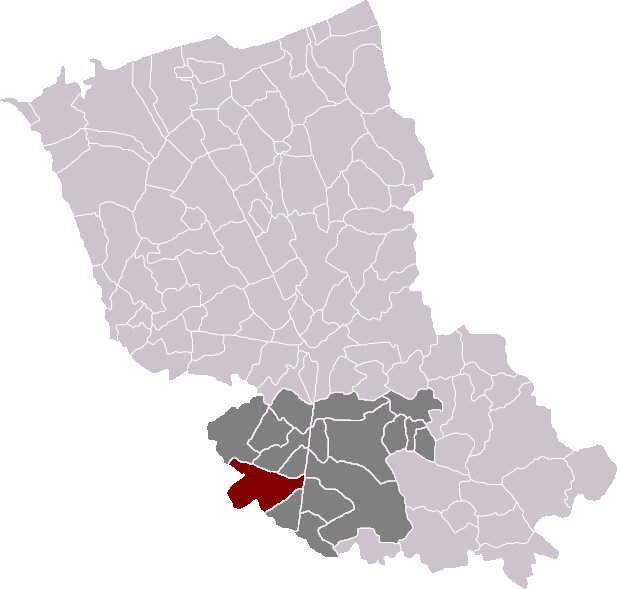
Localització de Blaringhem

Blaringhem  (en neerlandès Blaringem, en picard Blaringuin) és un municipi francès, situat a la regió dels Alts de França, al departament del Nord, que forma part de la Westhoek. L'any 2006 tenia 2.037 habitants.

## Demografia
| 1962                                       | 1968  | 1975  | 1982  | 1990  | 1999  |
| ------------------------------------------ | ----- | ----- | ----- | ----- | ----- |
| 1.359                                      | 1.412 | 1.395 | 1.358 | 1.611 | 1.791 |
| Des de 1962: població sense dobles comptes |       |       |       |       |       |

## Administració
| Període | Identitat        | Partit |
| ------- | ---------------- | ------ |
| 1977-   | Roland Delecroix |        |